# La Caille (cràter)
La Caille és un cràter d'impacte localitzat a les irregulars terres altes del sud lunar. Es troba al nord-est del cràter Purbach. Cap al sud, i separats per una petita distància, es troben les restes del cràter Blanchinus. Cap al nord-est es troba el cràter Delaunay.

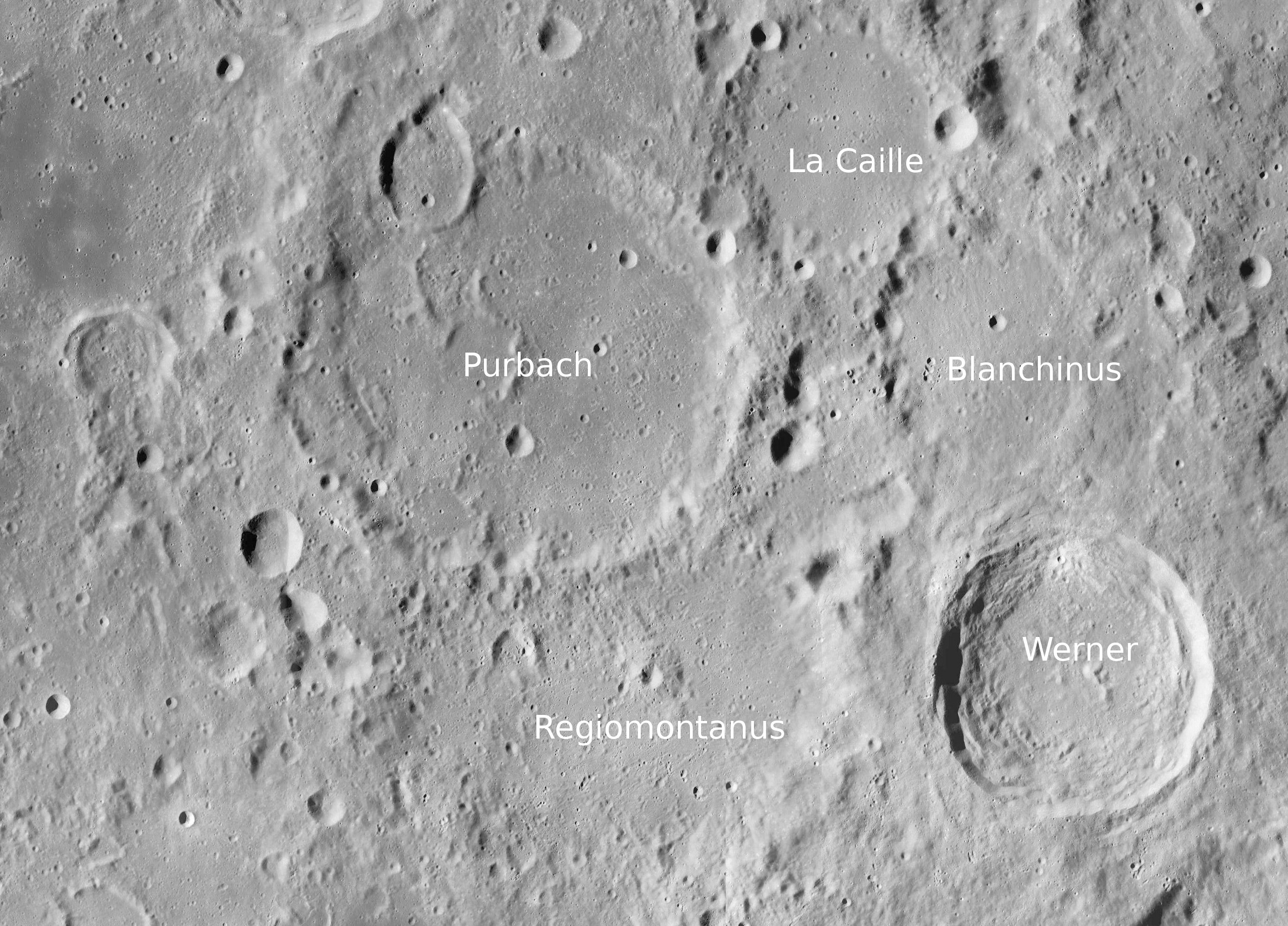
Entorn de la Caille. Fotografia de la missió Lunar Orbiter 4.

El sòl interior del cràter va ser inundat en el passat amb lava, per la qual cosa és relativament llis, sense una elevació central. Només uns petits cràters cap al nord i nord-est marquen la superfície. Un sistema de raigs, probablement del cràter Tycho, es troba en el sud i centre de la formació. La vora del cràter està molt erosionada i copejada, amb cràters a través d'ell i en el seu exterior. El més notable d'aquests és La Caille D, que es troba en la vora est.
Durant unes hores abans del quart creixent lunar, la vora del cràter contribueix a la formació del fenomen visual anomenat «X lunar».

## Cràters satèl·lit
Per convenció aquests elements són identificats en els mapes lunars posant la lletra en el costat del punt central del cràter que està més proper a la Caille.
|           | \| la Caille \| Coordenades \| Diàmetre \| \| --------- \| ---------------------------------- \| -------- \| \| A \| 22° 48′ S, 0° 24′ E / 22.8°S,0.4°E \| 8 km \| \| B \| 20° 54′ S, 1° 24′ E / 20.9°S,1.4°E \| 7 km \| \| C \| 21° 12′ S, 1° 24′ E / 21.2°S,1.4°E \| 15 km \| \| D \| 23° 36′ S, 2° 12′ E / 23.6°S,2.2°E \| 12 km \| \| E \| 23° 30′ S, 2° 48′ E / 23.5°S,2.8°E \| 27 km \| \| F \| 23° 36′ S, 3° 24′ E / 23.6°S,3.4°E \| 8 km \| \| G \| 20° 30′ S, 2° 00′ E / 20.5°S,2.0°E \| 11 km \| \| H \| 24° 42′ S, 0° 48′ E / 24.7°S,0.8°E \| 6 km \| \| J \| 22° 30′ S, 0° 54′ E / 22.5°S,0.9°E \| 5 km \| \| K \| 21° 00′ S, 0° 36′ E / 21.0°S,0.6°E \| 30 km \| \| L \| 24° 36′ S, 1° 24′ E / 24.6°S,1.4°E \| 5 km \| \| M \| 22° 18′ S, 1° 36′ E / 22.3°S,1.6°E \| 15 km \| \| N \| 21° 54′ S, 1° 18′ E / 21.9°S,1.3°E \| 10 km \| \| P \| 22° 30′ S, 0° 00′ E / 22.5°S,0.0°E \| 25 km \| |          |
| la Caille | Coordenades | Diàmetre |
| A         | 22° 48′ S, 0° 24′ E / 22.8°S,0.4°E | 8 km     |
| B         | 20° 54′ S, 1° 24′ E / 20.9°S,1.4°E | 7 km     |
| C         | 21° 12′ S, 1° 24′ E / 21.2°S,1.4°E | 15 km    |
| D         | 23° 36′ S, 2° 12′ E / 23.6°S,2.2°E | 12 km    |
| E         | 23° 30′ S, 2° 48′ E / 23.5°S,2.8°E | 27 km    |
| F         | 23° 36′ S, 3° 24′ E / 23.6°S,3.4°E | 8 km     |
| G         | 20° 30′ S, 2° 00′ E / 20.5°S,2.0°E | 11 km    |
| H         | 24° 42′ S, 0° 48′ E / 24.7°S,0.8°E | 6 km     |
| J         | 22° 30′ S, 0° 54′ E / 22.5°S,0.9°E | 5 km     |
| K         | 21° 00′ S, 0° 36′ E / 21.0°S,0.6°E | 30 km    |
| L         | 24° 36′ S, 1° 24′ E / 24.6°S,1.4°E | 5 km     |
| M         | 22° 18′ S, 1° 36′ E / 22.3°S,1.6°E | 15 km    |
| N         | 21° 54′ S, 1° 18′ E / 21.9°S,1.3°E | 10 km    |
| P         | 22° 30′ S, 0° 00′ E / 22.5°S,0.0°E | 25 km    |